# Forns de calç de Cervelló
Els forns de calç de Cervelló són un conjunt de forns de calç del municipi de Cervelló (Baix Llobregat). Sota les falles tectòniques dels plegaments cretacis del Baix Llobregat hom hi troba gran quantitat de forns d'èpoques diferents; alguns autors els situen durant la dominació romana. Diverses d'aquestes construccions formen part en l'Inventari del Patrimoni Arquitectònic de Catalunya de manera individual.

## Forn de calç del Bosc de la Creu d'Ordal
El Forn de calç del Bosc de la Creu d'Ordal està inventariat. S'accedeix a peu o en vehicle pel camí d'Ordal a Mas Granada (en direcció al turó de la Cocona), a uns 100 metres de distància de la carretera de la Pedrera del Telègraf. Forn de calç de base circular.

## Forn de calç del Lledoner
S'observen alguns residus corresponents al Forn de calç del Lledoner. Està al costat d'un abocador incontrolat. S'accedeix des de la pista que surt de la N-340 cap a Can Cases de Sant Ponç (Camí de Vallirana) a uns 150 metres aproximadament de la carretera.

## Forn de calç del Camí de les Cases de Sant Ponç
Geològicament la zona on es troba aquest forn pertany a l'estrep septentrional de la serra de Garraf, on són molt abundants les pedres calcàries i guixoses. És una construcció que es troba al Camí de les cases de Sant Ponç de Corbera, de secció interior cilíndrica amb un contrafort exterior al costat dret del portal d'extracció. El parament és de grans carreus de pedra disposats en filades i deixats a la vista. El brancal de l'entrada és d'uns tres metres; és un arc lleugerament apuntat. El basament de la fogaina es troba un metre per sota del nivell del camí d'accés. Per la construcció i manteniment actual del basament d'aquest forn, cal considerar-lo d'una època bastant antiga, la part superior, però, seria una reconstrucció del segle xviii.